# Жан Батіст Багаза
Полковник Жан Батіст Багаза (29 серпня 1946—4 травня 2016) — політичний діяч Бурунді, другий президент країни у 1976–1987 роках. Під час одного з виїздів за кордон 1987 року в Бурунді відбувся військовий переворот, в результаті якого Багазу було усунуто від влади П'єром Буйоєю. Після цього Багаза виїхав за межі країни та проживав у вигнанні в Уганді, пізніше переїхав до Лівії, де жив до 1993 року.
Після повернення на батьківщину 1994 очолив Партію за національне відродження (PARENA). Як колишній глава держави був довічним сенатором.